# 托勒密环形山
托勒密环形山("Ptolemy",非火星上的托勒密撞击坑)是一座位于云海东北侧，接近月球正面中央的大型古陨石坑，以希腊-罗马作家、数学家、天文学家、地理学家和占星家克劳狄乌斯·托勒密(公元87年-165年)的名字命名，1935年被国际天文联合会批准认定。该陨石坑形成于酒海纪期，是该时期陨石坑的典型代表，这就是为何该时期有时被称为托勒密期的原因。

## 描述

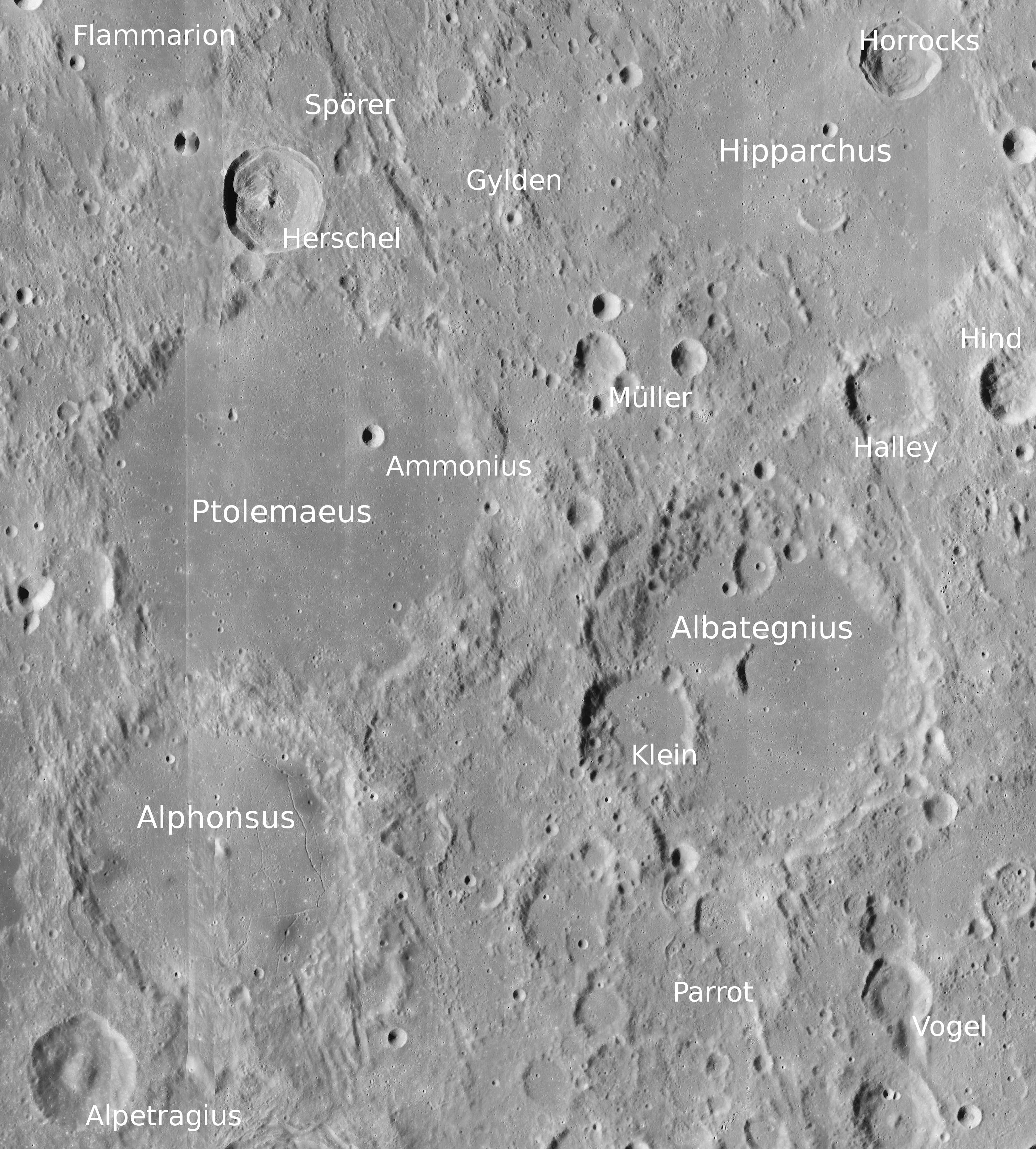
托勒密环形山周边地形图，月球勘测轨道飞行器拍摄。

托勒密环形山东南偏南侧有一段宽窄不均的崎岖边缘与阿方索环形山连成一体，二者与南面的阿尔扎赫尔环形山共同组成了一串突出的坑链；北面是较小但外形清晰的赫歇尔陨石坑、于尔登陨石坑位于东北偏东处、东北方稍远处是依巴谷环形山、东南有阿尔巴塔尼环形山和克莱恩陨石坑。托勒密环形山中心的月面座标为南纬9.16°、西经1.84°，直径153.67公里，深约2.4公里。 在阳光斜照的上弦月和下弦月期间，托勒密环形山的轮廓细节清晰可见，但在太阳光直射下的满月时，会变得难以辨别。由于它类似月海，因而该陨坑被归类为"环壁平原"(带围墙的平原)。
该环形山低矮、不规则的坑壁已被严重侵蚀，上面覆盖着众多的小撞击坑。虽然整体轮廓大体圆形，但边缘较为参差，西北侧壁上高耸着一座名为"托勒密伽玛(γ)"的壁峰，其高度达2.9公里。环形山内地表已被熔岩覆盖，没有中央峰，表面也没有射纹线，山体侧壁被无数条裂缝切割，尤其是在南侧，有多条连通阿方索环形山的峡谷。
在环形山内底部，特别是在西部区，有一些被熔岩覆盖的小陨坑，只在熔岩地表上露出一小部分壁沿。其它一些色调发暗的地方是几座显目的幽灵陨石坑，为被熔岩覆盖的早先的陨石坑，除阳光斜照时外，其它时候难以看到它们。除卫星陨石坑，坑内只有一座已正式命名的小碗状坑-位于东北侧的阿摩尼奥斯陨石坑(上图中位于环形山内东北部)，它在施罗特的月面图中的亮度值为4°。
环形山的两侧是不规则线状裂缝，形成了山谷状的地貌，它们大致相互平行，径直从雨海伸向西北偏北方。

## 卫星陨石坑

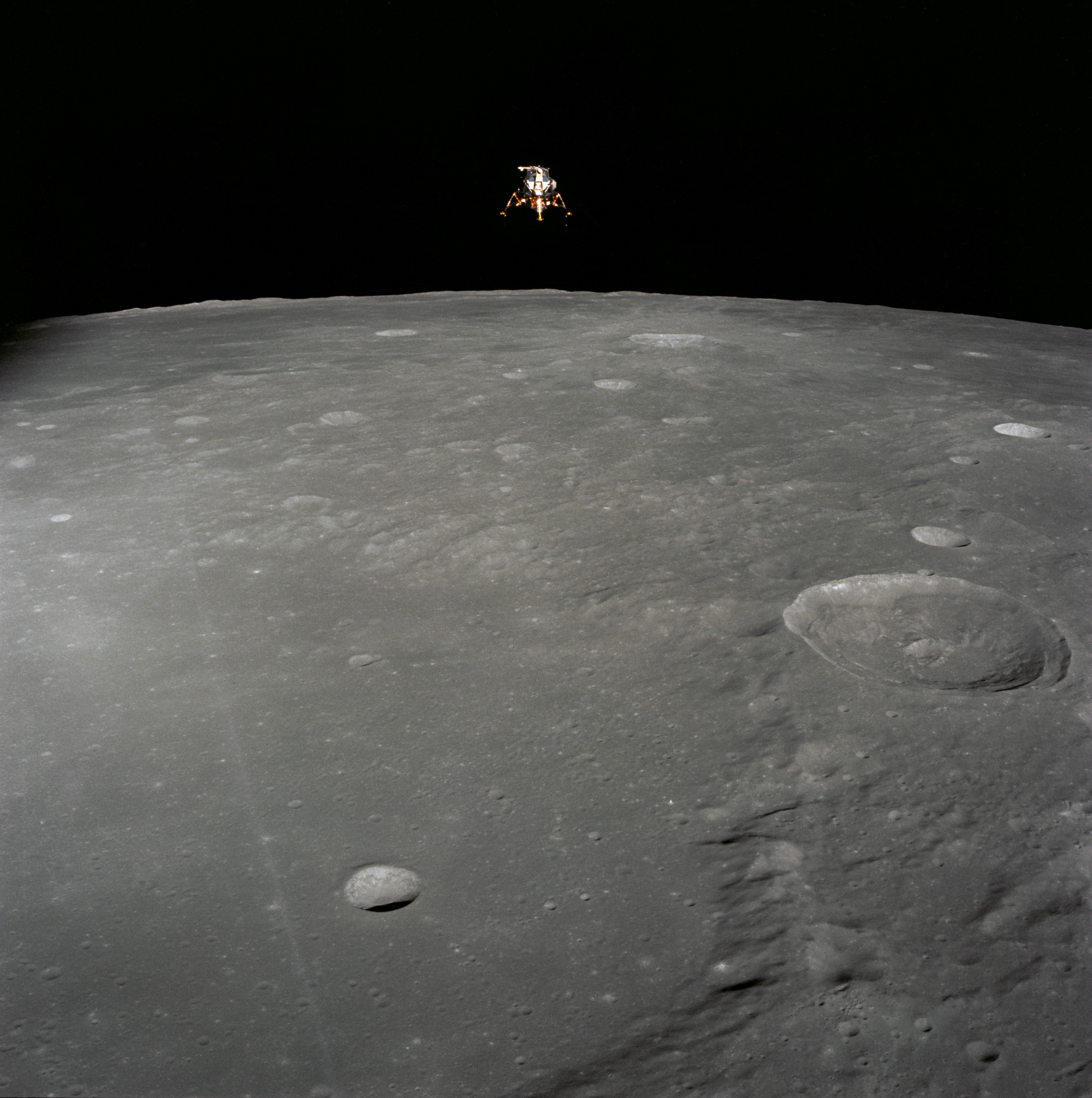
坐落在托勒密环形山内的阿摩尼奥斯陨石坑，赫歇尔陨石坑位于右边。 在图中上部可看到阿波罗12号登月舱。美国宇航局照片

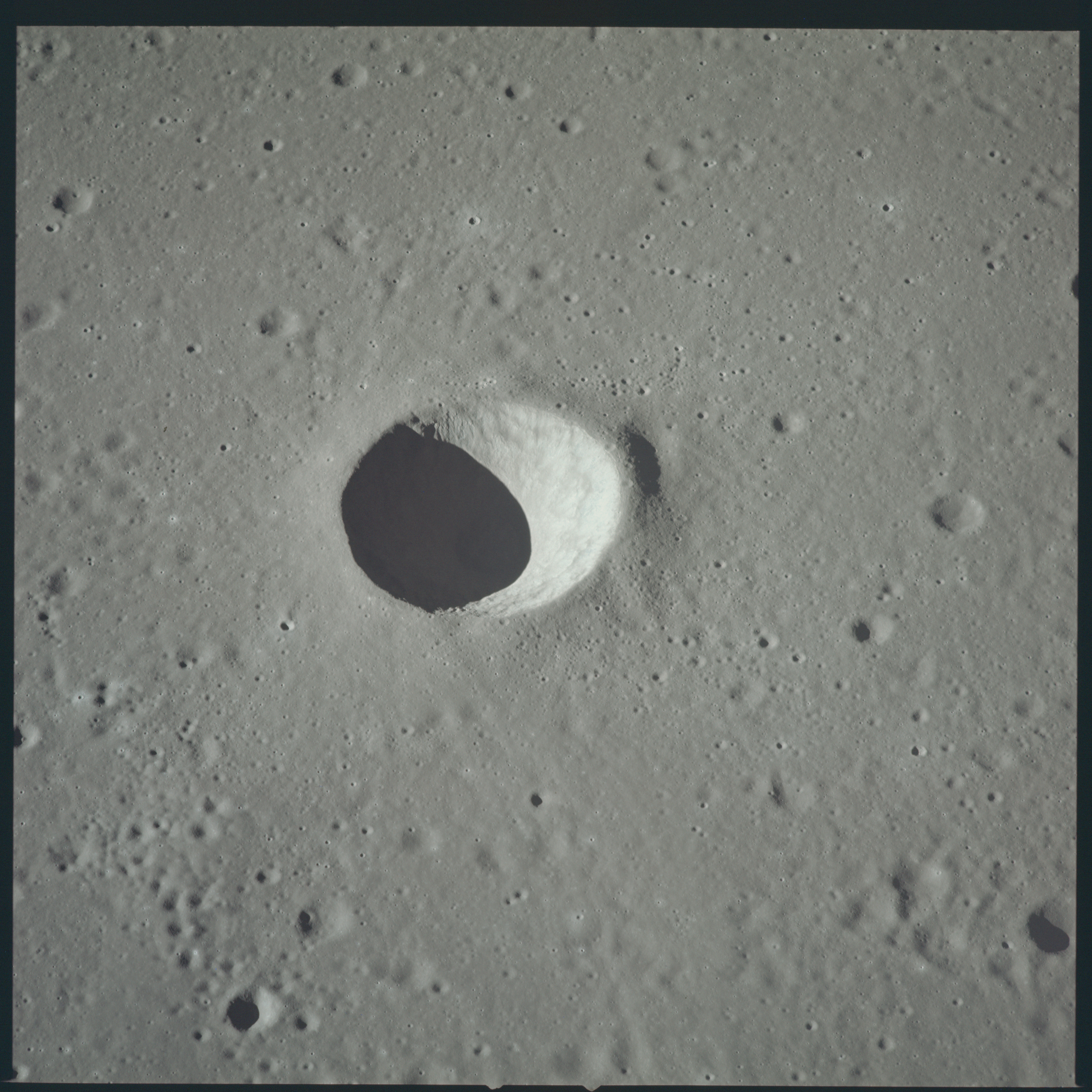
卫星坑"托勒密 A"，阿波罗12号拍摄。

按照惯例，最靠近托勒密环形山的卫星陨石坑在月表地图上以字母标注在卫星坑的中心点旁边。
| 托勒密 | 纬度    | 经度   | 直径    |
| ------ | ------- | ------ | ------- |
| B      | 7.9° S  | 0.7° W | 17 公里 |
| C      | 10.1° S | 3.3° W | 3 公里  |
| D      | 8.2° S  | 2.5° W | 4 公里  |
| E      | 10.2° S | 4.5° W | 32 公里 |
| G      | 7.1° S  | 0.1° E | 7 公里  |
| H      | 7.1° S  | 5.4° W | 7 公里  |
| J      | 9.6° S  | 5.4° W | 5 公里  |
| K      | 8.2° S  | 4.6° W | 8 公里  |
| L      | 8.8° S  | 4.0° W | 4 公里  |
| M      | 9.4° S  | 3.4° W | 3 公里  |
| O      | 7.2° S  | 3.6° W | 5 公里  |
| P      | 11.4° S | 3.2° W | 4 公里  |
| R      | 6.7° S  | 1.2° W | 6 公里  |
| S      | 10.5° S | 0.5° W | 4 公里  |
| T      | 7.5° S  | 0.0° E | 7 公里  |
| W      | 9.1° S  | 1.4° E | 4 公里  |
| X      | 10.9° S | 0.3° E | 4 公里  |
| Y      | 9.3° S  | 0.7° E | 6 公里  |

- 卫星陨石坑"托勒密 A"于1976年被国际天文联合会更名为阿摩尼奥斯陨石坑。